# Nhạc new wave
New wave (làn sóng mới) là một thể loại bao gồm nhiều phong cách nhạc rock  hoặc nhạc pop phổ biến vào cuối những năm 1970 và 1980 với mối quan hệ với nhạc punk rock giữa thập niên 1970. New wave dịch chuyển khỏi nhạc blues truyền thống và âm thanh rock and roll để tạo ra nhạc pop và rock kết hợp nhạc vũ trường, mod và nhạc điện tử. Ban đầu, new wave tương tự như nhạc punk rock, nhưng nó đã trở thành một thể loại riêng biệt. Nó tham gia vào các tiểu thể loại và nhạc hợp nhất, bao gồm cả synth-pop.
Khác với new wave từ các phong trào khác có quan hệ với nhạc punk của làn sóng đầu tiên, vì nó hiển thị đặc điểm chung nhạc pop hơn là nhiều hơn là nhạc post-punk. Mặc dù nó kết hợp phần lớn âm thanh và âm nhạc rock punk gốc, new wave thể hiện sự phức tạp hơn trong cả âm nhạc và lời bài hát. Các đặc điểm chung của nhạc sóng mới bao gồm việc sử dụng tổng hợp và sản xuất điện tử, và một phong cách hình ảnh đặc biệt đặc trưng trong các video âm nhạc và thời trang.
New wave được gọi là một trong những thể loại định hình của thập niên 1980, khi nó được MTV quảng bá mạnh mẽ (" Video Kills the Radio Star " của Buggles được phát sóng dưới dạng video âm nhạc đầu tiên để quảng bá cho việc ra mắt kênh). Sự phổ biến của một số nghệ sĩ new wave thường được quy cho sự tiếp xúc của họ trên kênh. Vào giữa những năm 1980, sự khác biệt giữa new wave và các thể loại âm nhạc khác bắt đầu mờ đi. New wave đã tận hưởng sự hồi sinh kể từ những năm 1990 sau khi có sự hoài cổ về một số nghệ sĩ chịu ảnh hưởng của new wave. Trong những năm 2000, một số hành vi khám phá những ảnh hưởng của new wave và hậu punk mới và đôi khi được gắn nhãn là "làn sóng mới của làn sóng mới."

## Sách tham khảo
- Cateforis, Theo (2011). Are We Not New Wave?: Modern Pop at the Turn of the 1980s. The University of Michigan Press. ISBN 978-0-472-03470-3. Truy cập ngày 4 tháng 6 năm 2014.
- Coon, Caroline. 1988: the New Wave Punk Rock Explosion. London: Orbach and Chambers, 1977. ISBN 0-8015-6129-9.